# Brătilești, Buzău
Brătilești este un sat în comuna Brăești din județul Buzău, Muntenia, România. Se află în zona de munte a județului.